# Список губернаторов Орегона
Губерна́тор Орего́на (англ. Governor of Oregon) является главой исполнительной власти штата и главнокомандующим вооружёнными и военно-морскими силами штата Орегон. Губернатор обеспечивает соблюдение законов штата, имеет право утверждать, либо налагать вето на законопроекты, принятые законодательным собранием штата, созывать легислатуру и миловать преступников и смягчать приговоры, за исключением случаев государственной измены и импичмента.
Губернатор должен быть гражданином США старше 30 лет и жить в штате Орегон не менее трёх лет до выборов.
Орегон является одним из семи штатов, где нет вице-губернаторов. В случае утраты губернатором трудоспособности, его смерти, отставки или отстранения от должности, образовавшееся вакантное место до следующих выборов занимает избранный и имеющий право занимать эту должность человек в порядке преемственности, определённом конституцией штата: секретарь штата, казначей штата, президент Сената штата, спикер Палаты представителей штата.
В штате Орегон было 38 губернаторов (3 из которых были уроженцами других стран), из них 21 были республиканцами и 16 — демократами. Нынешний губернатор Кейт Браун вступила в должность 18 февраля 2015 года.
|  |  |

### Временное правительство
В 1841 году группа поселенцев в долине Уилламетт начала проводить встречи, на которых обсуждался вопрос об организации управления регионом. По их итогам в 1843 году было организовано Временное правительство Орегона. Правительство, состоявшее из трёх человек, избирало исполнительный комитет. В 1845 году было решено избирать одного главу исполнительной власти. Первым губернатором стал известный бизнесмен Джордж Абернети.
| # | Изображение | Губернатор                                   | Период пребывания в должности | Ссылки |
| - | ----------- | -------------------------------------------- | ----------------------------- | ------ |
| 1 |             | Первый исполнительный комитет                | 1843—1844                     | [ 10 ] |
| 2 |             | Второй исполнительный комитет                | 1844—1845                     | [ 10 ] |
| 3 |             | Джордж Абернети George Abernethy (1807—1877) | 1845—1848                     | [ 11 ] |

### ГубернаторыТерритории Орегон
Территория Орегон была создана 14 августа 1848 года. Как и в большинстве других территорий, губернатор назначался Президентом США. Первым губернатором Территории Орегон президент Джеймс Полк назначил бригадного генерала Джеймса Шилдса; его кандидатура была утверждена сенатом, однако Шилдс отказался от этой должности, и на его место был назначен Джозеф Лейн.
В 1859 году Территория вошла в состав США в качестве 42-го штата.
| # | Изображение | Губернатор                                     | Начало полномочий | Окончание полномочий | Кем назначен      | Ссылки |
| - | ----------- | ---------------------------------------------- | ----------------- | -------------------- | ----------------- | ------ |
| 1 |             | Джозеф Лейн Joseph Lane (1801—1881)            | 3 марта 1849      | 18 июня 1850         | Джеймс Полк       | [ 12 ] |
| 2 |             | Кинцинг Пришетт Kintzing Prichette (1800—1869) | 18 июня 1850      | 18 августа 1850      | и. о. губернатора | [ 13 ] |
| 3 |             | Джон Поллард Гейнс John P. Gaines (1795—1857)  | 18 августа 1850   | 16 мая 1853          | Закари Тейлор     | [ 14 ] |
| 4 |             | Джозеф Лейн Joseph Lane (1801—1881)            | 16 мая 1853       | 19 мая 1853          | и. о. губернатора | [ 12 ] |
| 5 |             | Джордж Лоу Карри George Law Curry (1820—1878)  | 19 мая 1853       | 2 декабря 1853       | и. о. губернатора | [ 15 ] |
| 6 |             | Джон Уэсли Дэвис John Wesley Davis (1799—1859) | 2 декабря 1853    | 1 августа 1854       | Франклин Пирс     | [ 16 ] |
| 7 |             | Джордж Лоу Карри George Law Curry (1820—1878)  | 1 августа 1854    | 3 марта 1859         | Франклин Пирс     | [ 15 ] |

### Губернаторы штата Орегон
| Партия | Партия          | Число губернаторов |
|        | Демократическая | 15                 |
|        | Республиканская | 21                 |
|        | Независимые     | 1                  |

| #  | Изображение | Изображение | Губернатор                                                | Начало полномочий | Окончание полномочий | Партия                 | Количество сроков | Ссылки |
| -- | ----------- | ----------- | --------------------------------------------------------- | ----------------- | -------------------- | ---------------------- | ----------------- | ------ |
| 1  |             |             | Джон Уайтэйкер John Whiteaker (1820—1902)                 | 3 марта 1859      | 10 сентября 1862     | Демократическая партия | 1                 | [ 17 ] |
| 2  |             |             | Аддисон Крэндалл Гиббс Addison Crandall Gibbs (1825—1886) | 10 сентября 1862  | 12 сентября 1866     | Республиканская партия | 1                 | [ 18 ] |
| 3  |             |             | Джордж Лемюэл Вудс George Lemuel Woods (1832—1890)        | 12 сентября 1866  | 14 сентября 1870     | Республиканская партия | 1                 | [ 19 ] |
| 4  |             |             | Лафайет Гровер La Fayette Grover (1823—1911)              | 14 сентября 1870  | 1 февраля 1877       | Демократическая партия | 1+1⁄2             | [ 20 ] |
| 5  |             |             | Стивен Чедвик Stephen F. Chadwick (1825—1895)             | 1 февраля 1877    | 11 сентября 1878     | Демократическая партия | 1⁄2               | [ 21 ] |
| 6  |             |             | Уильям Уоллес Тайер William Wallace Thayer (1827—1899)    | 11 сентября 1878  | 13 сентября 1882     | Демократическая партия | 1                 | [ 22 ] |
| 7  |             |             | Зенас Ферри Муди Zenas Ferry Moody (1832—1917)            | 13 сентября 1882  | 12 января 1887       | Республиканская партия | 1                 | [ 23 ] |
| 8  |             |             | Сильвестр Пеннойер Sylvester Pennoyer (1831—1902)         | 12 января 1887    | 14 января 1895       | Демократическая партия | 2                 | [ 24 ] |
| 9  |             |             | Уильям Пейн Лорд William Paine Lord (1838—1911)           | 14 января 1895    | 9 января 1899        | Республиканская партия | 1                 | [ 25 ] |
| 10 |             |             | Теодор Тёрстон Гир Theodore Thurston Geer (1851—1924)     | 9 января 1899     | 15 января 1903       | Республиканская партия | 1                 | [ 26 ] |
| 11 |             |             | Джордж Эрл Чемберлен George Earle Chamberlain (1854—1928) | 15 января 1903    | 1 марта 1909         | Демократическая партия | 1+1⁄3             | [ 27 ] |
| 12 |             |             | Фрэнк Уильямсон Бенсон Frank W. Benson (1858—1911)        | 1 марта 1909      | 17 июня 1910         | Республиканская партия | 1⁄3               | [ 28 ] |
| 13 |             |             | Джей Бауэрман Jay Bowerman (1876—1957)                    | 17 июня 1910      | 11 января 1911       | Республиканская партия | 1⁄3               | [ 29 ] |
| 14 |             |             | Освальд Уэст Oswald West (1873—1960)                      | 11 января 1911    | 12 января 1915       | Демократическая партия | 1                 | [ 30 ] |
| 15 |             |             | Джеймс Уитикомб James Withycombe (1854—1919)              | 12 января 1915    | 3 марта 1919         | Республиканская партия | 1+1⁄2             | [ 31 ] |
| 16 |             |             | Бен Уилсон Олкотт Ben W. Olcott (1872—1952)               | 3 марта 1919      | 8 января 1923        | Республиканская партия | 1⁄2               | [ 32 ] |
| 17 |             |             | Уолтер Маркус Пирс Walter M. Pierce (1861—1954)           | 8 января 1923     | 10 января 1927       | Демократическая партия | 1                 | [ 33 ] |
| 18 |             |             | Айзек Ли Паттерсон I. L. Patterson (1859—1929)            | 10 января 1927    | 22 декабря 1929      | Республиканская партия | 1⁄2               | [ 34 ] |
| 19 |             |             | Альбин Уолтер Норблад A. W. Norblad (1881—1960)           | 22 декабря 1929   | 12 января 1931       | Республиканская партия | 1⁄2               | [ 35 ] |
| 20 |             |             | Джулиус Мейер Julius Meier (1874—1937)                    | 12 января 1931    | 14 января 1935       | независимый            | 1                 | [ 36 ] |
| 21 |             |             | Чарльз Мартин Charles Martin (1863—1946)                  | 14 января 1935    | 9 января 1939        | Демократическая партия | 1                 | [ 37 ] |
| 22 |             |             | Чарльз Артур Спрейг Charles A. Sprague (1887—1969)        | 9 января 1939     | 11 января 1943       | Республиканская партия | 1                 | [ 38 ] |
| 23 |             |             | Эрл Снелл Earl Snell (1895—1947)                          | 11 января 1943    | 30 октября 1947      | Республиканская партия | 1+1⁄3             | [ 39 ] |
| 24 |             |             | Джон Хуберт Холл John Hubert Hall (1899—1970)             | 30 октября 1947   | 10 января 1949       | Республиканская партия | 1⁄3               | [ 40 ] |
| 25 |             |             | Дуглас Маккей Douglas McKay (1893—1959)                   | 10 января 1949    | 17 декабря 1952      | Республиканская партия | 1⁄3 + 1⁄2         | [ 41 ] |
| 26 |             |             | Пол Линтон Паттерсон Paul L. Patterson (1900—1956)        | 27 декабря 1952   | 1 февраля 1956       | Республиканская партия | 1⁄2 + 1⁄3         | [ 42 ] |
| 27 |             |             | Элмо Смит Elmo Smith (1909—1968)                          | 1 февраля 1956    | 14 января 1957       | Республиканская партия | 1⁄3               | [ 43 ] |
| 28 |             |             | Роберт Денисон Холмс Robert D. Holmes (1909—1976)         | 14 января 1957    | 12 января 1959       | Демократическая партия | 1⁄3               | [ 44 ] |
| 29 |             |             | Марк Хэтфилд Mark Hatfield (1922—2011)                    | 12 января 1959    | 9 января 1967        | Республиканская партия | 2                 | [ 45 ] |
| 30 |             |             | Том Макколл Tom McCall (1913—1983)                        | 9 января 1967     | 13 января 1975       | Республиканская партия | 2                 | [ 46 ] |
| 31 |             |             | Роберт Уильям Страуб Robert W. Straub (1920—2002)         | 13 января 1975    | 8 января 1979        | Демократическая партия | 1                 | [ 47 ] |
| 32 |             |             | Виктор Джордж Атия Victor G. Atiyeh (1923—2014)           | 8 января 1979     | 12 января 1987       | Республиканская партия | 2                 | [ 48 ] |
| 33 |             |             | Нил Эдвард Гольдшмидт Neil Goldschmidt (1940—2024)        | 12 января 1987    | 14 января 1991       | Демократическая партия | 1                 | [ 49 ] |
| 34 |             |             | Барбара Робертс Barbara Roberts (род. 1936)               | 14 января 1991    | 9 января 1995        | Демократическая партия | 1                 | [ 50 ] |
| 35 |             |             | Джон Кицхабер John Kitzhaber (род. 1947)                  | 9 января 1995     | 13 января 2003       | Демократическая партия | 2                 | [ 51 ] |
| 36 |             |             | Тед Кулонгоски Ted Kulongoski (род. 1940)                 | 13 января 2003    | 10 января 2011       | Демократическая партия | 2                 | [ 52 ] |
| 37 |             |             | Джон Кицхабер John Kitzhaber (род. 1947)                  | 10 января 2011    | 18 февраля 2015      | Демократическая партия | 1 1⁄2             | [ 51 ] |
| 38 |             |             | Кейт Браун Kate Brown (род. 1960)                         | 18 февраля 2015   | 9 января 2023        | Демократическая партия | 2                 | [ 9 ]  |
| 39 |             |             | Тина Котек Tina Kotek (род. 1966)                         | 9 января 2023     | в должности          | Демократическая партия |                   |        |

## Ныне живущие бывшие губернаторы
По состоянию на июнь 2024 года живы четыре бывших губернаторов Орегона.
| Губернатор      | Срок полномочий | Дата рождения   |
| --------------- | --------------- | --------------- |
| Барбара Робертс | 1991—1995       | 21 декабря 1936 |
| Тед Кулонгоски  | 2003—2011       | 5 ноября 1940   |
| Джон Кицхабер   | 2011—2015       | 5 марта 1947    |
| Кейт Браун      | 2015—2023       | 21 июня 1960    |

### Другие должности губернаторов
Тринадцать губернаторов занимали высокие федеральные должности. * обозначены случаи, когда губернатор подал в отставку, чтобы занять другую должность.
| Губернатор           | Период пребывания в должности губернатора | Конгресс | Конгресс | Другие должности                                             | Ссылки |
| Губернатор           | Период пребывания в должности губернатора | Палата   | Сенат    | Другие должности                                             | Ссылки |
| -------------------- | ----------------------------------------- | -------- | -------- | ------------------------------------------------------------ | ------ |
| Джозеф Лейн          | 1848—1850 1853—1853                       |          | С        | Член Палаты представителей США от Территории Орегон          | [ 12 ] |
| Джон Поллард Гейнс   | 1850—1853                                 |          |          | Член Палаты представителей США от Кентукки                   | [ 14 ] |
| Джон Уэсли Дэвис     | 1853—1854                                 |          |          | Член Палаты представителей США от Индианы; посол США в Китае | [ 53 ] |
| Джон Уайтэйкер       | 1859—1862                                 | ПП       |          |                                                              | [ 54 ] |
| Джордж Лемюэл Вудс   | 1911—1915                                 |          |          | Губернатор Территории Юта                                    | [ 55 ] |
| Лафайет Гровер       | 1866—1877                                 | ПП       | С*       |                                                              | [ 56 ] |
| Уильям Пейн Лорд     | 1895—1899                                 |          |          | Посол США в Аргентине                                        | [ 57 ] |
| Джордж Эрл Чемберлен | 1903—1909                                 |          | С*       |                                                              | [ 58 ] |
| Уолтер Маркус Пирс   | 1923—1927                                 | ПП       |          |                                                              | [ 59 ] |
| Чарльз Мартин        | 1935—1939                                 | ПП       |          |                                                              | [ 60 ] |
| Дуглас Маккей        | 1949—1952                                 |          |          | Министр внутренних дел США*                                  | [ 61 ] |
| Марк Хэтфилд         | 1959—1967                                 |          | С        |                                                              | [ 62 ] |
| Нил Голдшмидт        | 1987—1991                                 |          |          | Министр транспорта США                                       | [ 63 ] |

## Комментарии
1. ↑  Дробные числа сроков у некоторых губернаторов не следует понимать буквально; они предназначены для того, чтобы показать отдельные случаи, когда губернаторы не находились на службе полный срок в связи с уходом в отставку, смертью и т. п.
2. 1 2  Ушел в отставку, чтобы занять место в Сенате США.
3. ↑  Ушёл в отставку по состоянию здоровья.
4. 1 2 3 4  Умер в должности.
5. ↑  Ушел в отставку, чтобы занять должность министра природных ресурсов США.
6. ↑  Также служил два срока подряд с 1995 по 2003 год.
7. ↑  14 февраля 2015 года подал в отставку после обвинения в конфликте интересов из-за работы его невесты Сильвии Хейз.